# Sydney White - Biancaneve al college
Sydney White - Biancaneve al college (Sydney White) è un film del 2007 diretto da Joe Nussbaum. Il film è una rilettura in chiave moderna della fiaba di Biancaneve e i sette nani, con protagonista la studentessa di un college americano, interpretata da Amanda Bynes.

## Trama
Sydney White ha  perso la madre quando aveva 9 anni ed è stata cresciuta dal padre idraulico e dai suoi amici operai, sviluppando così un atteggiamento da maschiaccio ma gentile, e nel presente si avvia a frequentare il college grazie ad una borsa di studio e il suo primo obiettivo è quello di entrare nella confraternita delle Kappa Phi Ni, sperando di seguire le orme della madre. Arrivata al campus fa amicizia con Nana Hotchkiss, anche lei figlia di una ex-consorella delle Kappa. Alla festa di benvenuto delle matricole si scontrerà con la presidentessa della confraternita delle Kappa Phi Ni, la bella, vanitosa e spietata Rachel Witchburn, che considera Sidney non degna di far parte della confraternita, a partire dal fatto che non è bionda e ha un comportamento poco femminile; poco dopo Sydney conosce e si invaghisce di Tyler Prince, l'ex-fidanzato di Rachel.
Per far parte delle Kappa, Sydney e le altre ragazze vengono sottoposte a varie e bizzarre prove di iniziazione (rispondere a domande sulla storia e i costumi della confraternita, pulire i bagni degli uomini), ma alla fine di tutto ciò alla festa di debutto Rachel la umilia, utilizzando la sua autorità presidenziale per dichiarare Sydney inadatta ad essere un Kappa, nonostante si fosse guadagnata il suo posto. Umiliata e triste, Sydney abbandona immediatamente la residenza delle Kappa e lascia la casa. Senza nessun posto dove andare, Sydney viene ospitata da sette studenti nerd emarginati: Lenny, Terrence, Jeremy, Gurkin, Spanky, George e Embelé, che vivono nel "Buco Nero", (così chiamato perché "risucchia gli sfigati"), una casa fatiscente ex-dormitorio per studenti in sovrannumero, che non appartiene a nessuna confraternita.
Sydney inizia a vivere con i sette ragazzi, instaurando una profonda amicizia e aiutandoli a destreggiarsi nella vita. Allo scopo di far cadere il potere che le confraternite esercitano sul college, Sydney convince Terrence a concorrere per il titolo di Presidente del corpo studentesco, al fine di riprendere ciò che i greci hanno avuto per tanto tempo. Le cose sembrano andare bene, inoltre Sydney inizia a uscire con Tyler, che si dimostra un ragazzo gentile e volenteroso e più nerd di quanto appaia. Gelosa del rapporto che si sta instaurando tra i due, Rachel fa invitare Sydney e i suoi amici a una festa dove non solo umilia i ragazzi facendoli spogliare e mettere in imbarazzo davanti a tutti gli studenti, ma rivela che Terrance non può concorrere ed essere eletto perché è già laureato; come colpo di grazia, Rachel informa che farà demolire il Buco Nero per far sorgere il Centro Residenziale Witchburn-Prince per le confraternite. Sydney delusa dal coinvolgimento di Tyler per il progetto, lo lascia. I sette amici, arrabbiati con Sydney per averli fatti sfrattare dal loro dormitorio, sono costretti a trasferirsi in un motel. Triste e sconsolata per l'abbandono da parte dei suoi amici, riceve la visita di suo padre che, preoccupato per la figlia, l'ha raggiunta spiegandole che il suo obiettivo non è rivivere la vita di sua madre, ma fare le esperienze che l'hanno resa una persona meravigliosa.
Di nuovo piena di entusiasmo, Sidney si ricongiunge coi suoi amici e si candida lei stessa per la Presidenza; per la sua campagna non coinvolge solo i suoi amici ma tutti gli studenti che a causa delle confraternite non hanno voce in capitolo: ciò fa andare su tutte le furie Rachel, che le metterà i bastoni tra le ruote in ogni modo arrivando a pagare un hacker per infettare il suo portatile eliminando la sua tesi per il dibattito finale. Decisa a non arrendersi, passa la notte in bianco per finire la sua tesi fino ad addormentarsi poco prima che il dibattito inizi. Tyler, con cui nel frattempo si è riappacificata, preoccupato per lei, la raggiunge e la sveglia con un bacio giusto in tempo.
Al dibattito sembra che Rachel sia la favorita, ma con l'aiuto di tutte le minoranze del campus, Sydney prende forza e vince le elezioni. Invece Rachel, per il suo comportamento, viene accerchiata dalle altre ragazze della sorellanza Kappa e privata del suo status. Con la vittoria di Sydney, il Buco Nero viene completamente ristrutturato e ribattezzato "Libertà al Settimo Potere" e tutti i ragazzi hanno dato una svolta alla loro vita da studenti, perfino Terrence che, dopo aver venduto la sua teoria sugli eventi sportivi a una società, è diventato milionario.
Sydney ha finalmente capito che la sua vita al college non è determinata dal fatto che faccia parte di una confraternita, che sia una nerd o altro, ma è il legame con le persone e le esperienze che vivono insieme, la cosa più importante.

## Distribuzione
Il film è stato distribuito nelle sale cinematografiche statunitensi il 21 dicembre 2007 da Universal Pictures. In Italia, è stato distribuito direttamente in home video nell'ottobre del 2008.

## Accoglienza

### Incassi
Il film è stato un buon successo commerciale che ha incassato circa 22 milioni di dollari in Nord America e 20 milioni nel resto del mondo per un totale di 42 milioni a fronte di un budget di circa 16,5 milioni.

### Critica
Il film è stato stroncato dalla critica: sul sito Rotten Tomatoes, detiene una percentuale del 36% di giudizi positivi, basata su 84 recensioni da parte dei critici specializzati, con un voto in media del 4,9. Su Metacritic, ha un punteggio di 45 su 100, basato su 21 recensioni da parte della critica.